# La Porte ouverte à toutes les fenêtres
La Porte ouverte à toutes les fenêtres est un jeu diffusé sur France 4 du 6 avril 2009 au 18 décembre 2009 à 19 h 45 et présenté par Cyril Hanouna.
C'est la troisième adaptation française de l'émission américaine The Hollywood Squares (en) après L'Académie des neuf et Le Kadox. Malgré cela, c'est aussi une création originale issue de l'imagination de Dominique Farrugia et Michaël Mettoudi avec des épreuves et une mécanique propre.
Chaque jour, deux candidats s'affrontaient pour tenter de gagner une voiture. Huit célébrités étaient placées dans des fenêtres (deux lignes de quatre fenêtres). Tout d'abord programmé du lundi au vendredi, le jeu fut programmé tous les jours à compter du 4 mai 2009. Après le 14 septembre 2009, le jeu a été diffusé à 17h40 avec une nouvelle formule. Il fut ensuite diffusé à 18h20 du 26 octobre au 18 décembre 2009.

## Principe
Le jeu comporte 3 manches.

### Formule d'origine

#### 1remanche: Porte ouverte-Porte fermée
Les candidats choisissent chacun à leur tour une célébrité, une question avec 2 possibilités de réponse lui est posée, la célébrité répond à la question puis le candidat valide ou non la réponse. S'il a raison, la fenêtre s'allume de sa couleur, sinon, elle s'allume de la couleur de son adversaire. Le candidat qui aligne 4 fenêtres de sa couleur gagne la manche. Les candidats peuvent aussi utiliser un hold-up pour allumer de leur couleur une fenêtre de l'autre couleur. En cas d'égalité, personne ne gagne la manche.
Le candidat qui remporte cette manche gagne un cadeau médiocre. Il peut l'échanger contre un plus beau cadeau en tentant le défi échangiste : les célébrités ont 60 secondes pour citer 8 bonnes réponses à une question (citer les avantages de...)

#### 2emanche: La Porte battante
Le principe est le même qu'en 1re manche sauf qu'il n'y a pas de proposition de réponse mais un indice pour aider les célébrités.
Il y a aussi une fenêtre cadeau : si le candidat choisit cette fenêtre, la célébrité a 60 secondes pour répondre à une question où elle peut donner autant de réponses qu'elle veut. Si la célébrité trouve la bonne réponse, sa fenêtre s'allume de la couleur du candidat et le candidat remporte le cadeau, sinon, elle s'allume de l'autre couleur.
Le candidat qui remporte le plus de manches peut tenter de gagner la voiture. Si les candidats gagnent chacun une manche, ils sont départagés par la "question-clef" où ils doivent répondre par un nombre, le candidat le plus proche de la bonne réponse peut tenter de gagner la voiture.

#### 3emanche: La Porte du garage
Le candidat doit trouver un code de 4 chiffres. Dans les premières émissions, l'animateur lui donnait d'abord les 4 chiffres dans le désordre, désormais, il donne les 2 premiers chiffres dans l'ordre et le candidat doit trouver les 2 autres. Le candidat a ensuite 10 secondes (s'il a gagné une manche) ou 20 secondes (s'il a gagné les deux manches) pour taper le plus de combinaisons possible. S'il trouve la bonne combinaison, il gagne la voiture.

### Nouvelle formule
Après le 14 septembre 2009, à la suite de la commande d'une étude par France 4, une formule affinée du jeu est diffusée, le principe est alors le suivant.

#### 1remanche: Porte ouverte-Porte fermée
Le principe de cette manche reste le même sauf que les candidats ne doivent plus aligner 4 fenêtres de leur couleur mais doivent allumer le plus de fenêtres de leur couleur pour gagner la manche. La fenêtre cadeau se trouve dans cette manche. Le candidat gagnant de cette 1re manche remporte un point.

#### 2emanche: Duels de locataires
Les candidats doivent chacun choisir une célébrité qui vont s'affronter en duel sur des questions portant sur un thème. La célébrité qui remporte le duel fait marquer un point au candidat qui l'a choisi. Le candidat qui remporte 3 points peut tenter de gagner la voiture.

#### Il était une fois
Chaque célébrité écrit un mot sur une ardoise. Le candidat a 10 secondes pour mémoriser les 8 mots. Il doit ensuite raconter une histoire commençant par "Il était une fois" en plaçant un maximum de mots qu'il a mémorisés. Chaque mot placé lui permet de taper un code pour la combinaison du garage.

#### La Porte du garage
Le candidat doit trouver un code à 4 chiffres, l'animateur lui donne les 2 premiers et le candidat peut taper le nombre de codes qu'il a gagnés (il n'y a plus de chronomètre). Si le candidat trouve le bon code, il gagne la voiture.

## Audiences
Pour sa première (6 avril), le jeu réalise un démarrage poussif en réunissant seulement 36 000 téléspectateurs, soit 0,3 % du public. Un score qui a placé France 4 derrière toutes ses concurrentes. Mais dès le lendemain, mardi, l'émission rassemblait déjà 72 000 téléspectateurs, et 100 000 le mercredi jusqu'à atteindre une moyenne de 130.000 spectateurs soit environ 1,2 % du public[réf. nécessaire].
Jusqu'ici, dans cette même case, le programme court Un gars, une fille (programmé en rafale de plusieurs épisodes) réunissait en moyenne 2,2 % du public. 
Lors de son passage à 17 h 40, dopé par sa nouvelle formule, le jeu progresse significativement passant à une moyenne de 1,8 % avec des pointes à 2,4 % ce qui encourage la chaine à changer à nouveau la programmation pour une case plus exposée (18h20). Le jeu retombe alors à 1,5 % et conduit la chaîne a arrêter le programme.

## Émission spéciale
Une émission spéciale a été diffusée le vendredi 16 octobre 2009 avec comme candidats Julien Courbet, Nathalie Simon, Michel Cymes et Anne-Gaëlle Riccio, ils ont rapporté 20 000 € à l'association Sol en si.

## Célébrités participantes
- Alain Bouzigues
- Alexandre Pesle
- Amelle Chahbi
- Anne Depétrini
- Ariane Massenet
- Arié Elmaleh
- Arthur Jugnot
- Ary Abittan
- Audrey Lamy
- Axelle Laffont
- Baptiste Lecaplain
- Bernard Sabbah
- Cartouche
- Catherine Benguigui
- Chloé Mortaud
- Christine Anglio
- Claire Pérot
- Claudia Tagbo
- Corinne Puget
- Doudi
- Dominique Farrugia
- Élisabeth Buffet
- Élodie Gossuin
- Éric Laugérias
- Emma Colberti
- Émilie Cazenave
- Eric Antoine
- Éric Massot
- Erwan Marinopoulos
- Faustine Bollaert
- Francesca Antoniotti
- Frédéric Recrosio
- Hadrien Raccah
- Helena Noguerra
- Isabeau de R.
- Jean-Luc Lemoine
- Jérémy Banster
- Jérôme Commandeur
- Jérôme Daran
- Jérôme Pitorin
- Jonathan Lambert
- Julien Courbet
- Juliette Arnaud
- Juliette Longuet
- Laure Milan
- Laurence Arné
- Laurent Baffie
- Laurent Lafitte
- Les Fatals Picards
- Lilou Fogli
- Lord Kossity
- Louise Ekland
- Lulu
- Manu Joucla
- Manu Levy
- Marie-Gaëlle Cals
- Max Boublil
- Maxime
- Mikelangelo Loconte
- Nelson Monfort
- Nicolas Deuil
- Pascal Sellem
- Patrice Carmouze
- Patson
- Philippe Lelièvre
- Pierre Bellemare
- Rachel Legrain-Trapani
- Reem Kherici
- Saïda Jawad
- Sébastien Folin
- Shirley Bousquet
- Sophie Mounicot
- Sören Prévost
- Stéphane Debac
- Thomas N'Gijol
- Valérie Bègue
- Vérino
- Warren Zavatta
- Willy
- Yassine Belattar